# Ancyla asiatica
Ancyla asiatica là một loài Hymenoptera trong họ Apidae. Loài này được Friese mô tả khoa học năm 1922.